# Frazer Evans
Frazer Evans (* um 1955) ist ein nordirischer Badmintonspieler. 

## Karriere
Frazer Evans wurde 1977 erstmals nationaler Meister in Irland, wobei er im Herrendoppel mit John Scott erfolgreich war. Weitere Titelgewinne folgten 1979 und 1980. 1980 siegte er bei den Irish Open. 1978 nahm er an den Commonwealth Games teil.

## Sportliche Erfolge
| Saison | Veranstaltung                 | Disziplin    | Platz | Name                           |
| ------ | ----------------------------- | ------------ | ----- | ------------------------------ |
| 1977   | Irland: Einzelmeisterschaften | Herrendoppel | 1     | John Scott / Frazer Evans      |
| 1979   | Irland: Einzelmeisterschaften | Herrendoppel | 1     | Frazer Evans / Brien McKee     |
| 1980   | Irish Open                    | Mixed        | 1     | Frazer Evans / Diane Underwood |
| 1980   | Irland: Einzelmeisterschaften | Herrendoppel | 1     | Frazer Evans / Brien McKee     |